# Russells Point
Russells Point é uma vila localizada no estado norte-americano de Ohio, no Condado de Logan.

## Demografia
Segundo o censo norte-americano de 2000, a sua população era de 1619 habitantes.
Em 2006, foi estimada uma população de 1534, um decréscimo de 85 (-5.3%).

## Geografia
De acordo com o United States Census Bureau tem uma área de
2,6 km², dos quais 2,4 km² cobertos por terra e 0,2 km² cobertos por água. Russells Point localiza-se a aproximadamente 308 m acima do nível do mar.

## Localidades na vizinhança
O diagrama seguinte representa as localidades num raio de 16 km ao redor de Russells Point.